# Brad Pearce
Brad Pearce (n, 21 de marzo de 1966) es un jugador de tenis estadounidense. En su carrera ha conquistado 4 torneos ATP de dobles. Su mejor posición en el ranking de dobles fue N.º 24 en octubre de 1993. 

## Títulos (4)
| Legend (Singles)       |
| Grand Slam (0)         |
| Tennis Masters Cup (0) |
| ATP Masters Series (0) |
| ATP Tour (4)           |
| Challengers (0)        |
| Futures (0)            |

| Resultado | Número | Año  | Torneo       | Superficie | Compañero        | Oponente en la final          | Resultado     |
| Gana      | 1.     | 1987 | Houston      | Carpet (i) | Ricardo Acuña    | Chip Hooper Mike Leach        | 6-4, 7-5      |
| Gana      | 2.     | 1987 | Auckland     | Dura       | Kelly Jones      | Carl Limberger Mark Woodforde | 7-6, 7-6      |
| Pierde    | 3.     | 1987 | Schenectady  | Dura       | Jim Pugh         | Gary Donnelly Gary Muller     | 6-7, 2-6      |
| Pierde    | 4.     | 1987 | Johannesburg | Dura (i)   | Eric Korita      | Kevin Curren David Pate       | 4-6, 4-6      |
| Pierde    | 5.     | 1989 | Schenectady  | Dura       | Byron Talbot     | Scott Davis Broderick Dyke    | 2-6, 6-7      |
| Pierde    | 6.     | 1990 | Tokio        | Dura       | Kent Kinnear     | Mark Kratzmann Wally Masur    | 6-3, 3-6, 4-6 |
| Gana      | 7.     | 1990 | Schenectady  | Dura       | RicDura Fromberg | Brian Garrow Sven Salumaa     | 6-2, 3-6, 7-6 |
| Pierde    | 8.     | 1991 | Los Ángeles  | Dura       | Glenn Michibata  | Javier Frana Jim Pugh         | 5-7, 6-2, 4-6 |
| Pierde    | 9.     | 1992 | Seoul        | Dura       | Kelly Evernden   | Kevin Curren Gary Muller      | 6-7, 4-6      |
| Gana      | 10.    | 1992 | Toulouse     | Dura (i)   | Byron Talbot     | Guy Forget Henri Leconte      | 6–1, 3–6, 6–3 |
| Pierde    | 11.    | 1993 | Philadelphia | Dura (i)   | Marcos Ondruska  | Jim Grabb Richey Reneberg     | 7-6, 3-6, 0-6 |
| Pierde    | 12.    | 1993 | Basel        | Dura (i)   | Dave Randall     | Byron Black Jonathan Stark    | 6-3, 5-7, 3-6 |